# 羅伯特·M·T·亨特
罗伯特·默瑟·塔利亚费罗·亨特（英語：Robert Mercer Taliaferro Hunter，1809年4月21日—1887年7月18日）是一位美國律師、政治人物以及種植園主 。是美國眾議院議員（1837年-1843年、1845年-1847年）、美國眾議院議長（1839年-1841年）和美国参议院議員（1847年-1861年）。美國內戰期間，亨特擔任邦聯國務卿（1861年-1862年）戰後亨特未能再次當選美国参议院，但在退休回到農場之前曾擔任維吉尼亞州财政部长（1874年-1880年）。晚年亨特擔任塔帕漢諾克港海關關稅員直至去世。

## 早年生活和教育
亨特出生於維吉尼亞州愛塞克斯縣洛雷托附近的“芒特普萊森特”種植園，父親是詹姆斯·亨特（James Hunter，1774年-1826年），母親是瑪麗亞（加內特）·亨特（Maria (Garnett) Hunter，1777年-1811年）亨特是維吉尼亞州第一家庭後裔。他母親的父親亨利·加內特是該縣最大的地主之一，亨特的兄弟詹姆斯·M·加內特是代表該地區美國國會議員，然而瑪麗亞·亨特（Maria Hunter）在生下威廉·加內特·亨特（William Garnett Hunter 1811年-1829年）後不久就去世了，當時羅伯特·MT·亨特（Robert MT Hunter）兩歲，而他的一個稍長的兄弟，也是威廉·亨特(William Hunter)，也在5歲時去世。羅伯特·MT·亨特是一名私人導師，17歲時父親去世後不久，他並成為該校維吉尼亞州第一批畢業生之一。學生時期，亨特成為傑佛遜文學與辯論會成員，然後在溫徹斯特法學院學習法律。

## 種植園主
亨特家族的幾代人都擁有相當數量的奴隸，其中大部分用於耕種種植園。1830 年，亨特擁有72名奴隸（44名男性和26名女性），家庭成員包括兩名白人男性（大概是他和一名監工）十年後，亨特結婚後，他的家庭成員包括他本人、兩名年輕白人男性（可能是他的長子之一）和五名白人女性，以及83名奴隸。1850年，維吉尼亞州愛塞克斯縣的亨特至少有100名奴隸。在1860年美國維吉尼亞州埃塞克斯縣聯邦人口普查中，美國參議員亨特擁有價值80,890美元的房地產和價值92,800美元的個人財產（包括奴隸）。亨特擁有的聯邦奴隸名單幾乎佔了兩頁的大部分（超過120人）。

## 政治生涯
1830年，亨特獲得維吉尼亞州律師資格。1834年，他接替理查德·貝勒，當選為維吉尼亞州眾議院愛塞克斯縣代表。亨特在1834年和1836年贏得連任，但在贏得美國國會議員選舉後辭職，如下所述。
1836年，亨特作為州權輝格黨人當選為美国众议院議員。1838年再次當選，並成為美國眾議院議長——有史以來擔任該職位的最年輕的人。1840年他再次當選連任，但沒有被選為議長。1842年，在連任選舉中落敗但於1844年重返。亨特贊成吞併德克薩斯並在俄勒岡問題上達成妥協（反對威爾莫特條款），並領導了將亞歷山大市回歸維吉尼亞州的努力（將其從選區中移除）哥倫比亞）。1842年選舉失敗後，亨特改變政黨，成為民主黨黨員。1845年再次宣誓就任國會議員，並支持1846年關稅。
1846年維吉尼亞州議會選舉亨特為美国参议院議員。1847年上任，並在1852年和1858年贏得連任。亨特繼續支持奴隸制及其延伸：贊成將密蘇裡妥協線延伸至太平洋，反對廢除哥倫比亞特區的奴隸貿易以及任何干涉其在任何州或地區開展業務，並支持《1850年逃奴追缉法》。亨特參議員於 1852年在里士滿發表講話，支持各州的權利，並在1857-1858年國會會議上主張根據支持奴隸制的萊康普頓憲法接納堪薩斯州。
亨特在1850年成為美国参议院财政委员会會主席。因減少小額銀幣的白銀數量而受到讚譽，並幫助推動了參議院第271號法案，該法案最終成為《1853年铸币法》。亨特還起草並發起了1857年關稅（降低了關稅）並成立了保稅倉庫系統，儘管聯邦收入因此減少。他也主張公務員制度改革。
1860年1月，亨特發表演講，支持奴隸制和奴隸主將奴隸帶入領土的權利。1860年在南卡羅來納州查爾斯頓舉行第一屆民主黨全國代表大會上，亨特是總統提名的競爭者，但除了維吉尼亞州代表團外，幾乎沒有得到支持。在前8張選票中，亨特遠遠落後於領先史蒂芬·阿諾·道格拉斯，在剩下49張選票中排名第三。當大會在巴爾的摩重新召開時，大多數南方人退出，包括亨特，道格拉斯贏得了該黨的提名。
亨特並不認為亚伯拉罕·林肯當選本身就是分裂國家的充分理由。1861年1月11日，亨特提出了一個精心設計但行不通的方案來調整南北差異。當這項努力和其他幾項類似的努力都失敗後，亨特悄悄敦促自己的州於1861年4月通過分裂國家法令。他因支持國家分裂而被參議院開除。一項計劃提議亨特擔任新聯盟國政府總統，而前美国参议院議員傑佛遜·戴維斯則擔任聯盟國陸軍司令。維吉尼亞州部分地區尚未脫離聯邦選民選舉统一党黨員約翰·S·卡萊爾來填補亨特的剩餘任期。

## 美國內戰

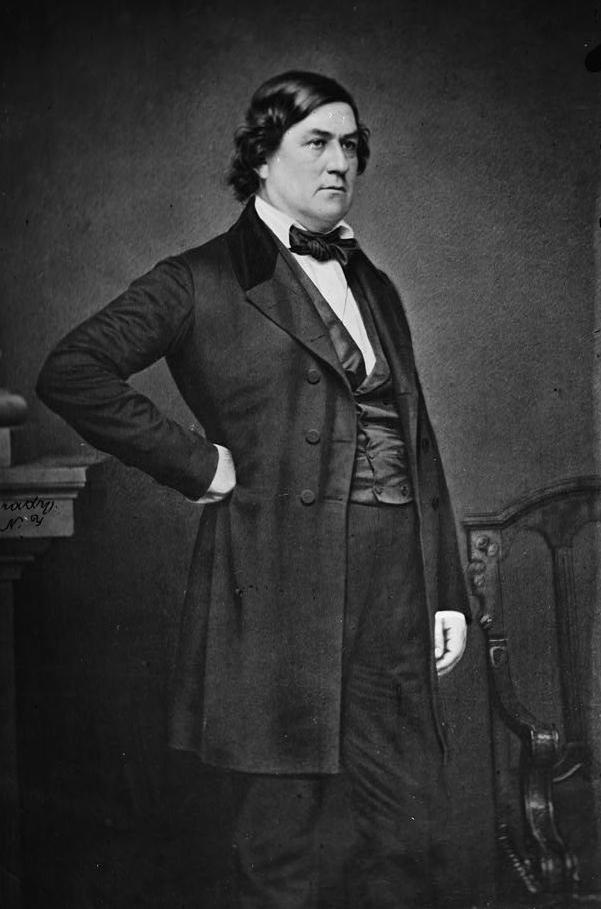
羅伯特·默瑟·塔利亞費羅·亨特

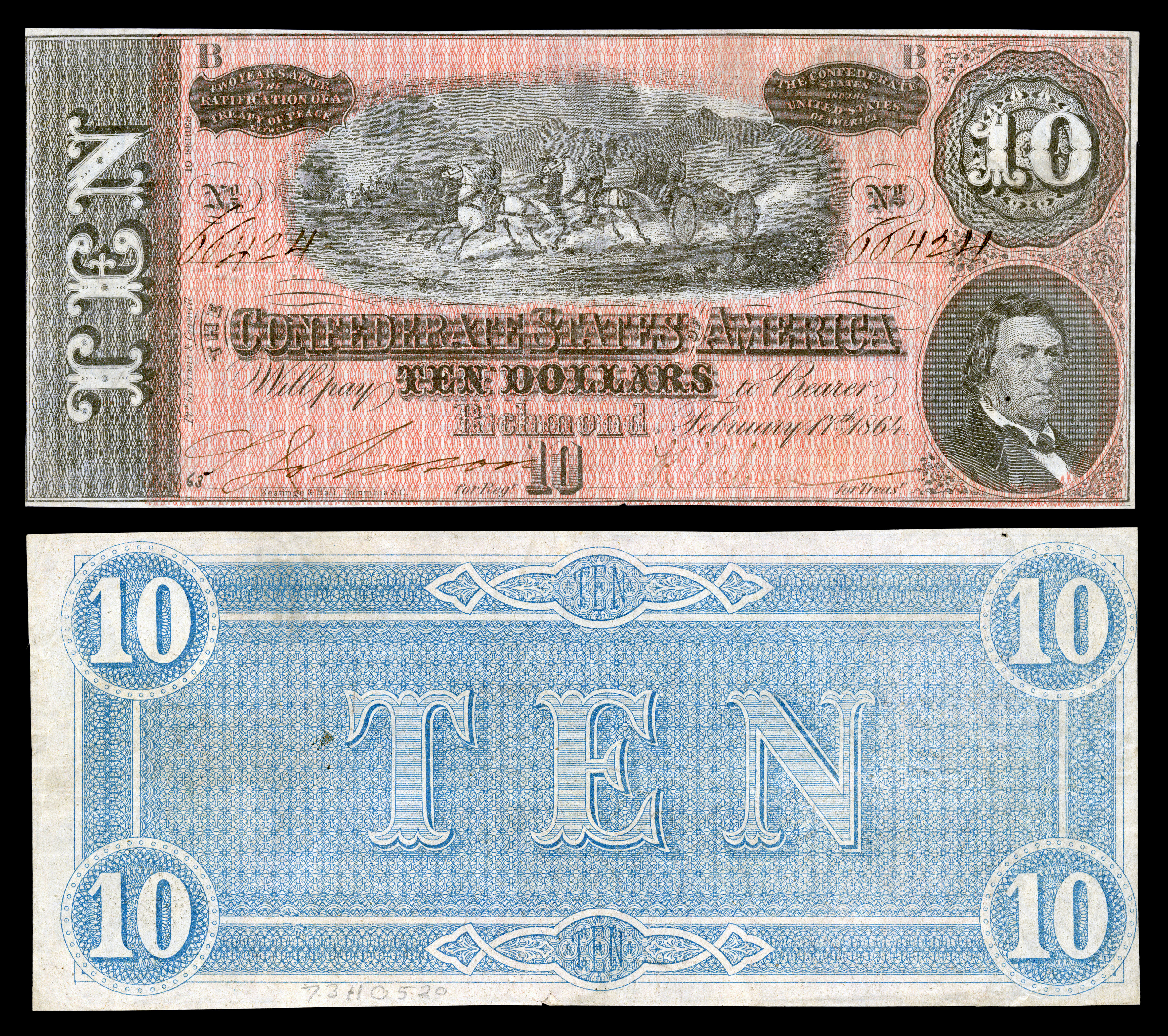
1864年邦聯元描繪羅伯特·亨特。

1861年7月，美利堅聯盟國總統傑佛遜·戴維斯任命亨特為任邦聯國務卿。1862年2月18日，亨特當選為邦聯参议院議員後辭職。亨特在維吉尼亞州里士滿任職参议院議員至戰爭結束，並擔任臨時議長。他的肖像出現在邦聯10美元鈔票上。
身為邦聯参议院議員，亨特經常成為邦聯總統戴維斯的尖刻批評者。儘管有這些摩擦，戴維斯還是任命亨特為1865年2月派去嘗試和平談判的三名專員之一。亨特在漢普頓路會議上見了亞伯拉罕·林肯總統和國務卿威廉·H·蘇厄德。然而在林肯拒絕承認美利堅聯盟國獨立後，亨特参议院議員在里士滿主持一次戰爭會議，邦聯發誓在實現獨立之前永遠不會放下武器。羅伯特·E·李投降後，林肯總統召集亨特商討恢復維吉尼亞州加入合眾國。
亨特的許多加內特親戚都成為了聯盟國陸軍軍官，他的表弟馬斯科·加內特法官（1808年-1880年）指揮了埃塞克斯縣的國民警衛隊。亨特的表兄弟（透過他的母親）是職業美國陸軍軍官，後來成為邦聯將軍羅伯特·S·加內特和理查德·B·加內特，兩人都在衝突中喪生。亨特的兒子詹姆斯·D·亨特（James D. Hunter）作為列兵加入了弗吉尼亚第9骑兵团，該連隊於1861年12月組建，軍官中有加內特中尉，最初的任務是保護拉帕漢諾克河以及拉帕漢諾克河港口城市法爾茅斯和弗雷德里克斯堡。詹姆斯·D·亨特（James D. Hunter）只服役了幾個月，之後於1862年7月因病休假，但確實參加了傑布·斯圖爾特（JEB Stuart)）將軍和威廉·拉塔尼（William Latane）上尉領導的突襲行動（他成為邦聯烈士，是斯圖爾特自吹自擂的聯邦軍隊中唯一的傷亡者） ）以及李將軍的七日攻勢，結束了聯邦半岛会战。 雖然他的長子RMT Hunter Jr.在疾病戰爭初期去世，但他的次子Robert D. Hunter曾擔任北維吉尼亞陸軍參謀和工程師。
戰爭後期當一些人建議亨特和奴隸可以武裝起來並在邦聯軍中服役以贏得自由時，參議員亨特強烈反對這一提議，並發表長篇演講反對該提議，但在弗吉尼亞州立法機構通過了一項相反的決議後，按照指示投票，但強烈抗議。

## 晚年

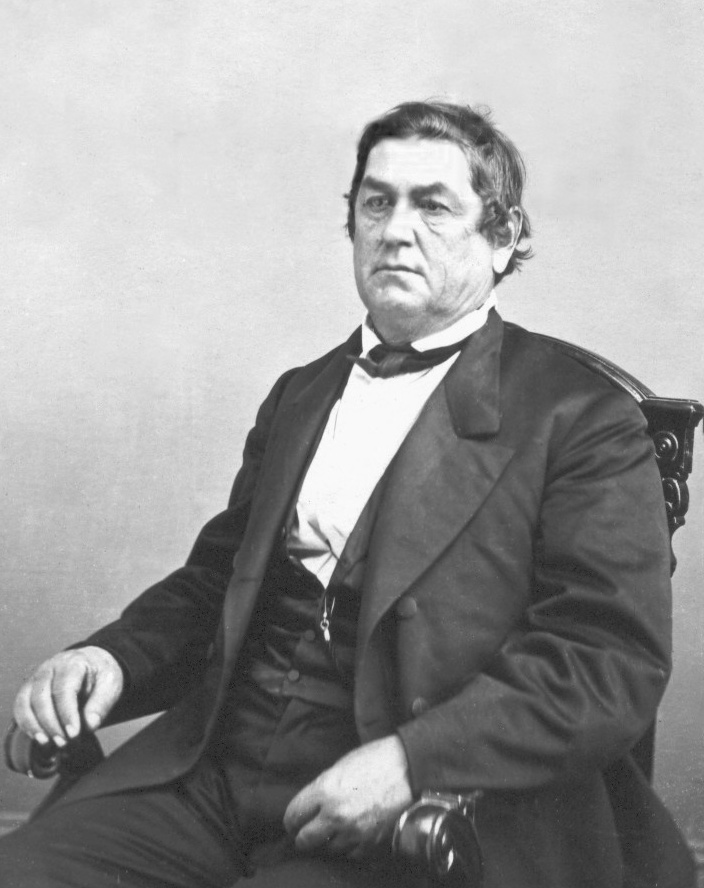
亨特晚年生活

1867年，安德魯·約翰遜總統赦免了亨特支持美利堅聯盟國的活動。1874年亨特接替統一黨共和黨人約翰·劉易斯|John F. Lewis}}再次競選美國參議院議員，但未能成功。然而，保守黨的邦聯退伍軍人羅伯特·E·威瑟斯獲勝。在那次失敗之後，亨特接受任命為維吉尼亞州財務主管，任期從1874年到1880年，之後他回到了自己的農場。亨特也出版了《晚期戰爭的起源》，講述了內戰的起因。從1885 年直至去世，亨特一直擔任家鄉附近弗吉尼亞州擔任塔帕漢諾克港海關稅務員。
1887年，亨特在維吉尼亞州勞埃德附近去世，葬於愛塞克斯縣洛雷託的加內特家族墓地。

## 個人生活
1836年10月4日，亨特在傑佛遜縣（當時在維吉尼亞州，但在美國內戰期間成為西維吉尼亞州）與瑪麗·伊維琳娜·丹德里奇（Mary Evelina Dandridge，1817年-1893 年）結婚。有兒子小羅伯特·默瑟·塔利亞費羅·亨特（1839年-1861年）、詹姆斯·丹德里奇·亨特（1844年-1892年）、菲利普·斯蒂芬·亨特（1848年-1919年）和馬斯科·拉塞爾·加內特·亨特（1850年-1865年）。女兒（受過教育且未婚）是瑪莎·塔利亞費羅·亨特（Martha Taliaferro Hunter，1841年-1909年）、莎拉·斯蒂芬娜·亨特（Sarah Stephena Hunter，1846年-1865年）、安妮·布坎南·亨特（Annie Buchanan Hunter，1852年-1853年）和瑪麗·埃維琳娜·亨特（Mary Evelina Hunter，1854年-1881年）。在1860年及以後的人口普查中，亨特未婚姐妹瑪莎·芬頓·亨特（Martha Fenton Hunter，1800年-1866年）和簡·斯旺·亨特（Jane Swann Hunter，1804年-1880年）以及同父異母的妹妹薩拉（蘇利）·亨特(Sara (Sully) Hunter) （1822年-1874年）也住在家族種植園裡。

## 紀念

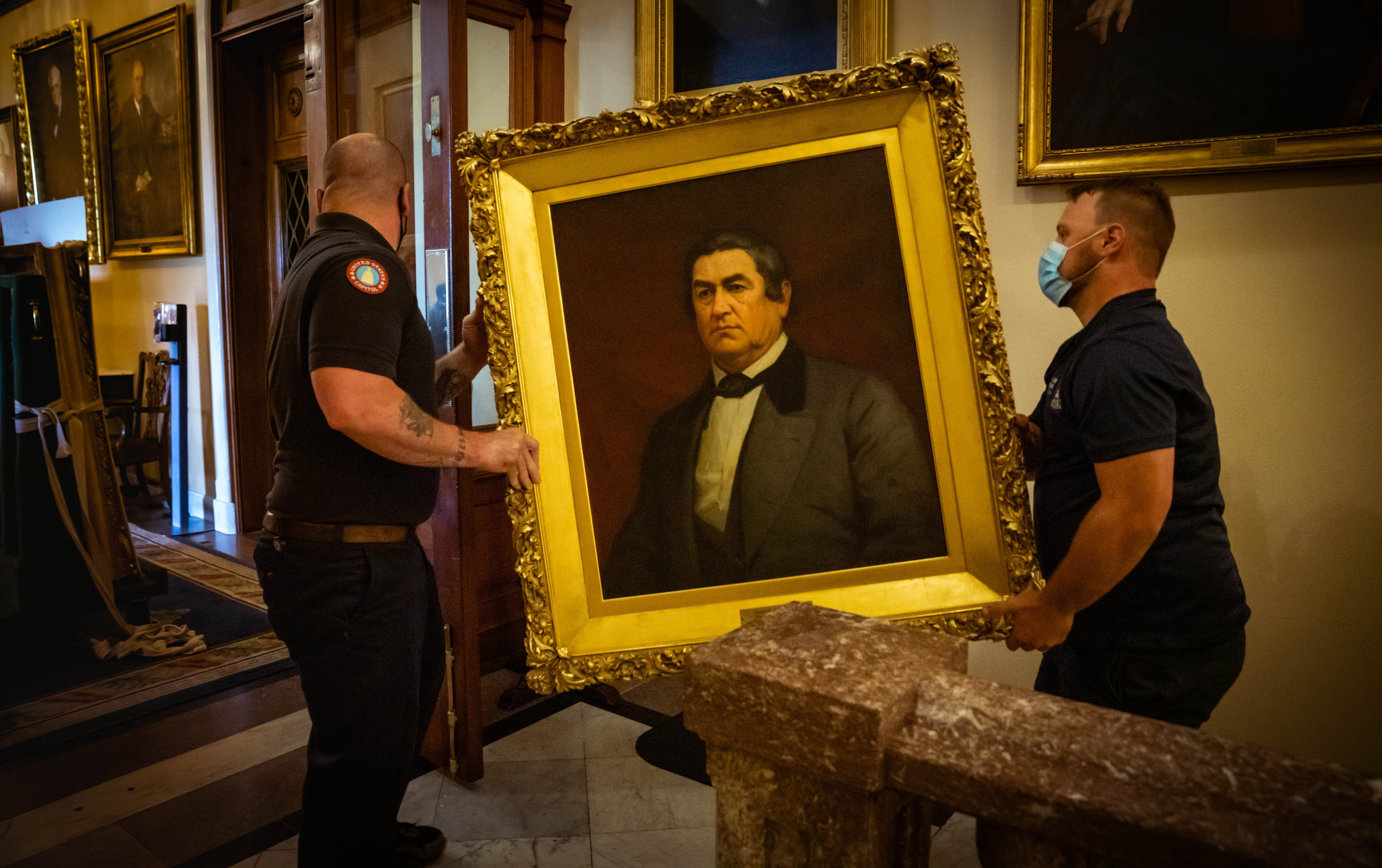
2020年7月18日，國會撤下亨特的肖像。

1942年，一艘名為SS羅伯特 MT 亨特的美國自由轮下水。1971年被報廢。
作為前眾議院議長，亨特的肖像曾在美國國會大廈展出。在眾議院議長南希·佩洛西於2020年6月18日發布命令後，幅肖像畫被從眾議院會議廳外議長大廳公開展示中移除。

## 流行文化
亨特出現在2012年電影《林肯》中，其中包括漢普頓路會議。由麥克希夫利特飾演。

## 註解
1. ↑   multi-ballot election; voting lasted two days (The total vacancy was over eight months; Congress simply did not work until December.)

## 閱讀
- Anderson, Dice Robins, ,  2 (2): [4]–77, 1906
- Hunter, Martha T. . Washington, DC: The Neale Publishing Company. 1903.
- Hunter, Robert M. T. . Washington: American Historical Association. 1918.
- Patrick, Rembert W. . Baton Rouge: Louisiana State University Press. 1944: 90–101.
- Simms, Henry Harrison. . Richmond, Va.: The William Byrd Press. 1935.

## 外部連結
- Retrocession of Alexandria （页面存档备份，存于） – A speech by R. M. T. Hunter before the U.S. House of Representatives, May 8, 1846
- 羅伯特·M·T·亨特－美國國會國家人物傳記大辭典